# Thierry Bolloré
Thierry Bolloré (Quimper, 30 maggio 1963) è un dirigente d'azienda e imprenditore francese, CEO di Renault dal 24 gennaio 2019 all'11 ottobre 2019. Dal 28 luglio 2020 a novembre 2022 è stato CEO di Jaguar Land Rover.

## Biografia
Nato nel 1963, lontano parente di Vincent Bolloré, ha un MBA ottenuto all'Università Paris Dauphine. Ha iniziato la carriera nel 1990 alla Michelin come direttore di officina in una fabbrica di pneumatici per veicoli pesanti. Nel 1993, è diventato "Processes and Quality manager" per tutte le fabbriche di veicoli pesanti prima di dirigere il gruppo Methods nell'ambito dei veicoli pesanti in Europa, Sud America, Africa e Asia.
Nel 1997 si è trasferito in Giappone come assistente industriale presso lo stabilimento di pneumatici turistici di Ohta, poi in Thailandia, nel 1998, come capo delle attività dei mezzi pesanti, prima di essere nominato direttore delle attività dei mezzi pesanti e aereo. Nel 2002 è diventato vicepresidente dell'azienda e responsabile dell'industria per la filiale Michelin Avion.
Nel 2005 è entrato a far parte di Faurecia, gruppo francese d'ingegneria e produzione di apparecchiature automobilistiche; vicepresidente Asia di Exhaust Systems Product Group con sede in Cina, quindi responsabile di marketing, ricerca e sviluppo, programmi, strategia e sviluppo aziendale. Nel 2010  è nella filiale Faurecia Emissions Control Technologies come vicepresidente per Europa e Sudafrica, prima di diventare vicepresidente dell'azienda e responsabile dell'industria, della qualità e degli acquisti.
Nel settembre 2012  Thierry Bolloré è entrato nel Gruppo Renault. È stato nominato Direttore della produzione e della catena di fornitura nell'ottobre 2012 ed è diventato vicedirettore per la competitività nel settembre 2013. Il 19 febbraio 2018, è diventato Deputy CEO del Gruppo Renault.

## Vita personale
Thierry Bolloré è padre di cinque figli.
Appassionato di vela, possiede un veliero danese X-37 e un Boston Whaler sul quale naviga insieme a Jean-Guy Le Floch.
È un lontano cugino dell'uomo d'affari Vincent Bolloré, con il quale condivide un bis-bisnonno.

## Carriera professionale

### Renault
Nel settembre 2012, Thierry Bolloré si unisce al Gruppo Renault. Viene nominato "direttore delle produzioni e della logistica" nell'ottobre 2012. A settembre dell'anno successivo, viene nominato da Carlos Ghosn direttore delegato per la competitività, responsabile delle direzioni del design, dell'ingegneria, della produzione, della qualità, delle finanze e delle risorse umane.
Il 19 febbraio 2018, di fronte alle insistenze dello Stato francese di preparare la sua successione, il CEO di Renault Carlos Ghosn nomina Thierry Bolloré come chief operating officer (COO) e secondo in comando. Il processo di selezione, guidato dal "comitato per la compensazione" del consiglio e presieduto da Marc Ladreit de Lacharrière, ha coinvolto sia candidati interni che esterni, anche se alcuni amministratori lo hanno definito "poco trasparente".